# Madaknalli, Bidar
Madaknalli là một làng thuộc tehsil Bidar, huyện Bidar, bang Karnataka, Ấn Độ.